# Freie Wahl (1587)

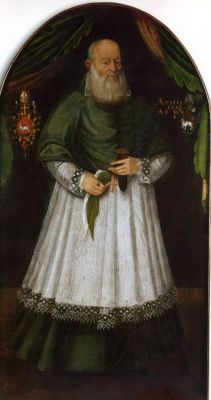
Primas Poloniae Stanisław Karnkowski

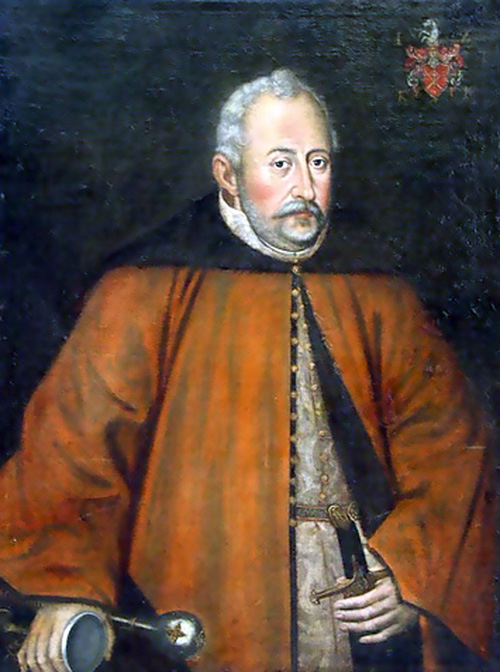
Jan Zamoyski

Die Freie Wahl von 1587 war die insgesamt dritte ihrer Art zur Bestimmung des Königs und Großfürsten der Königlichen Republik der polnischen Krone und des Großfürstentums Litauen durch den Adel in seiner Gesamtheit. Sie fand zwischen dem 30. Juni und 19. August 1587 statt. Die Krönung von Sigismund III. Wasa erfolgte am 27. Dezember 1587 in der Wawel-Kathedrale in Krakau.

## Hintergrund
Mit dem Tod von Stephan Báthory am 12. Dezember 1586 übernahm ein Interregnum die Führung über Polen-Litauen. Damit verlor auch seine Frau und gleichberechtigte Herrscherin Anna Jagiellonica ihre Ansprüche auf die polnische Krone. Die Amtsgeschäfte übernahm Interrex, Primas Poloniae und Erzbischof von Gniezno Stanisław Karnkowski. Karnkowski organisierte die Wahl und traf sich mit ausländischen Gesandten.
Währenddessen teilte sich der Staatenbund mit den einflussreichen Magnaten und der Szlachta in zwei Lager auf. Stephan Báthory wurde seinerzeit von den Adelsfamilien Radziwiłł, Zamoyski und Lubomirski unterstützt. Der polnische Klein- bzw. Landadel hatte ihm hingegen Tyrannei vorgeworfen. Auch territorial gab es Spannungen. Zum einen zwischen dem Königreich Polen und Großfürstentum Litauen selbst, wie auch unter den polnischen Provinzen (Kleinpolen, Masowien, Großpolen, Rotruthenien und dem Königlichen Preußen).
Der Konvokationssejm (pl. Sejm konwokacyjny) begann am 2. Februar 1587 und wurde unmittelbar durch eine Diskussion zwischen den Magnaten und der Szlachta geprägt.

## Kandidaten
Im Sejm bildeten sich des Weiteren mit dem Haus Habsburg, dem schwedischen Königreich (und den Jagiellonen), dem russischen Zarentum sowie Befürwortern der Piasten beziehungsweise Ureinwohner vier unterschiedliche Fraktionen. Die Habsburger wurden von der Adelsfamilie Zborowski, dem Woiwoden Posens Stanislaus von Gorka, Jerzy Radziwiłł (Bischof von Vilnius) und Sejmmarschall Stanisław Sędziwój Czarnkowski unterstützt. Jeder von ihnen erhielt hohe Geldbeträge vom Kaiser des Heiligen Römischen Reiches Rudolf II. Ein streng katholischer Kandidat galt als Bedrohung für die religiöse Toleranz, welche sich seit der Konföderation von Warschau etabliert hatte. Auch Zar Fjodor I. war ein plausibler Kandidat, der die Zustimmung bei den Litauern genoss; sie hofften auf ein Ende der Kriege zwischen Russland und Litauen. Piasten galten bei den Polen zwar als beliebt, wurde jedoch von den Litauern abgelehnt. Der Jagiellonisch-schwedische Bewerber Herzog Sigismund III. Wasa war Sohn von Katharina Jagiellonica und dem schwedischen König Johann III. Sigismund III. wurde von Anna Jagiellonica und dem mächtigen Magnaten Jan Zamoyski befürwortet. Ein schwedischer König sollte der Schifffahrt in der Ostsee Freizügigkeit garantieren. Auch könnte Polen-Litauen – im Rahmen einer gegen Russland gerichteten Polnisch-Schwedischen Allianz – Estland annektieren.

## Wahl
Der Wahlsejm versammelte sich am 30. Juni 1587 in Wola. Magnaten polnischer und litauischer Herkunft erschienen mit eigenen Soldaten. Die Wahlberechtigten verteilten sich auf zwei Lager:
- der „Pro-Konvokation“ („Pro-Habsburger“; von den Zborowski-Brüdern forciert) und
- „Anti-Konvokation“ durch Jan Zamoyski gefördert

Der Sejm wurde in den ersten Wochen durch den Tod Samuel Zborowskis und der Auseinandersetzung zwischen der Zborowski Familie und Jan Zamoyski beeinflusst. Da Zamoyski zum Todesfall keine Aussagen machen wollte, führte dies zu einem Rokosz. Er sollte die Rolle eines Standgerichts für Zamoyski und die Würdenträger des verstorbenen Königs einnehmen. Am 27. Juli 1587 entsandten beide Konfliktparteien Militärs mit dem Auftrag eine Schlacht vorzubereiten. Letztlich kam es durch Vermittlung unter Stanisław Karnkowski (Primas), dem Woiwoden von Sandomierz Stanisław Szafraniec und Bischof Wawrzyniec Grzymała Goślicki aus Kamjanez-Podilskyj zur Beilegung der Auseinandersetzung. 
Der schwedische Botschafter Erik Sparre überzeugte die Szlachta nach seiner Ankunft von den Vorzügen eines Königs aus Schweden. Zamoyski stand Sigismund III. anfangs skeptisch gegenüber, änderte aber seine Meinung, als Primas Karnkowski, Marschall der Krone Andrzej Opaliński und Olbracht Łaski ihre Unterstützung für Sigismund bekundeten. Am 19. August 1587 nominierte der Primas ihn zum König. Drei Tage später verkündete die Habsburger-Fraktion („Pro-Konvokation“) Maximilian III. zum Kandidaten für die polnische Krone. Das Großfürstentum Litauen erkannte beide Nominationen nicht an. Sowohl Sigismund als auch Maximilian beanspruchten die Krone.

## Nachwirkung

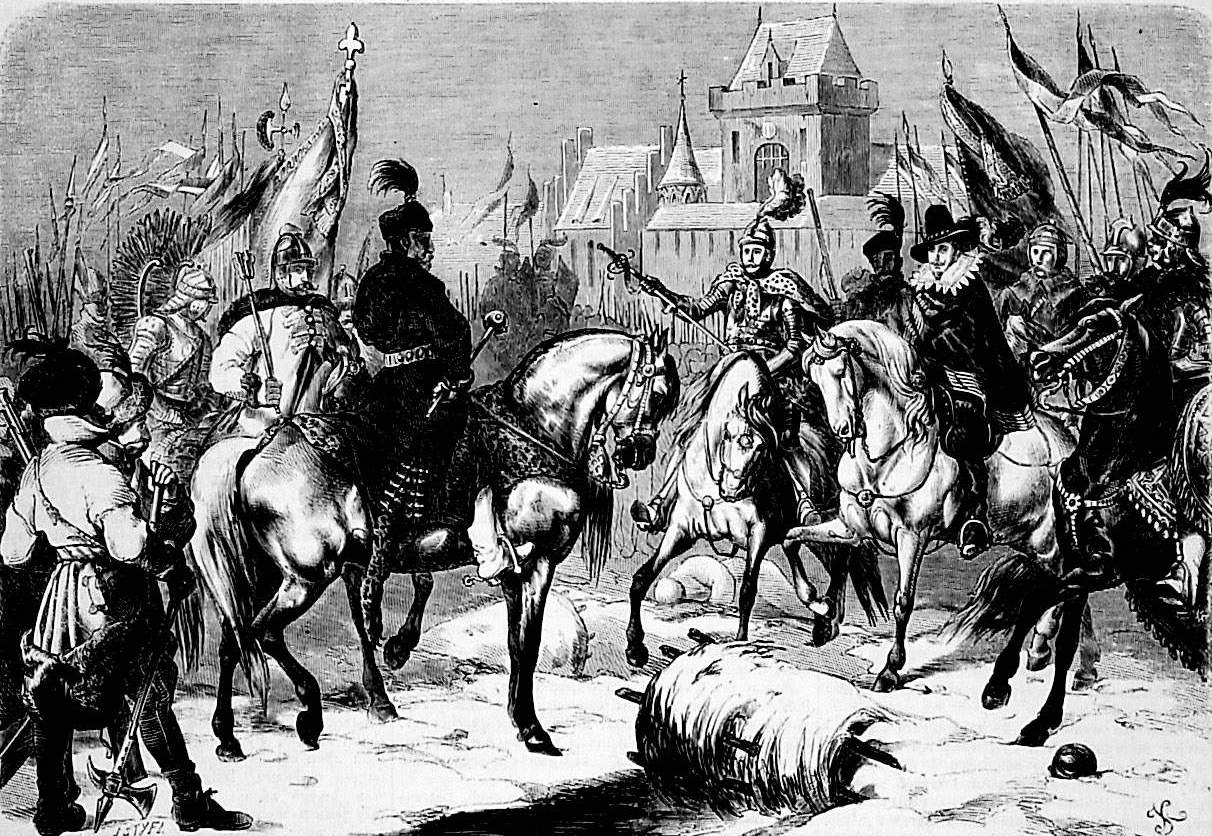
Die Kapitulation von Maximilian III., gemalt von Juliusz Kossak.

Am 27. September 1587 nahm Maximilian III. den Titel des Königs von Polen und Großfürsten von Litauen an und legte eine Vereidigung auf die Pacta conventa ab. Daraufhin marschierte er mit seiner 5.000 Soldaten umfassenden Armee in den Staatenbund ein, die von 1.500 polnischen Unterstützern ergänzt wurde. Die Einnahme der Hauptstadt Krakau scheiterte nach der Auflehnung des Bürgertums. Als auch diplomatisches Handeln kein Erfolg brachte, rückte Maximilians Belagerung am 30. November 1587 ab. 
Die schwedischen Botschafter Erik Brahe und Erik Sparre vereidigten am 24. August 1587 die Pacta conventa, ohne auf die Anreise von Sigismund III. zu warten. Letzterer erschien dann am 29. September 1587 in Danzig. Er folgte dem Anraten seines Vaters das Schiff erst zu verlassen, bis die Annexion von Estland aus der Pacta conventa gestrichen wird. Am 7. Oktober 1587 legte Sigismund im Kloster Oliva einen Eid auf die Pacta conventa ab und reiste am 9. Dezember 1587 nach Krakau ein. Maximilian und seine Armee befanden sich in Grenznähe zum Kaiserreich, leisteten aber keinen Widerstand. Am 27. Dezember 1587 wurde Sigismund III. Wasa gekrönt. 
Am 24. Januar 1588 siegte Jan Zamoyski in der Schlacht bei Byczyna im polnisch-schlesischen Grenzgebiet über die Truppen von Maximilian; seine Würdenträger aus Deutschland und Polen wurden in Krasnystaw interniert. Der Konflikt endete während eines Pazifikationssejm (pl. Sejm pacyfikacyjny) am 6. März und 23. April 1589 auf dem die Anhänger des Habsburger Sigismund III. Treue schworen. Dies ermöglichte ihnen die Freiheit und nach Polen-Litauen zurückzukehren.